# Sclerothamnopsis compressa
Sclerothamnopsis compressa är en svampdjursart som beskrevs av Wilson 1904. Sclerothamnopsis compressa ingår i släktet Sclerothamnopsis och familjen Tretodictyidae.
Artens utbredningsområde är havet kring Galapagosöarna. Inga underarter finns listade i Catalogue of Life.